# Дина
Ди́на (від грец. δύναμις — «сила», «потужність») — одиниця сили в системі СГС. Визначається як сила, що надає тілу з масою 1 г прискорення 1 см/c2.
1 дина = 10−5 Н. Дина є похідною одиницею вимірювання сили в системі СГС, основними в якій є сантиметр як одиниця довжини, грам як одиниця маси та секунда як одиниця часу.
| Кратні                         | Кратні    | Кратні     | Кратні     | Частинні  | Частинні  | Частинні   | Частинні   |
| Величина                       | Назва     | Позначення | Позначення | Величина  | Назва     | Позначення | Позначення |
| ------------------------------ | --------- | ---------- | ---------- | --------- | --------- | ---------- | ---------- |
| 101 дин                        | декадина  | дадин      | dadyn      | 10−1 дин  | децидина  | ддин       | ddyn       |
| 102 дин                        | гектодина | гдин       | hdyn       | 10−2 дин  | сантидина | сдин       | cdyn       |
| 103 дин                        | кілодина  | кдин       | kdyn       | 10−3 дин  | мілідина  | мдин       | mdyn       |
| 106 дин                        | мегадина  | Мдин       | Mdyn       | 10−6 дин  | мікродина | мкдин      | µdyn       |
| 109 дин                        | гігадина  | Гдин       | Gdyn       | 10−9 дин  | нанодина  | ндин       | ndyn       |
| 1012 дин                       | терадина  | Тдин       | Tdyn       | 10−12 дин | пікодина  | пдин       | pdyn       |
| 1015 дин                       | петадина  | Пдин       | Pdyn       | 10−15 дин | фемтодина | фдин       | fdyn       |
| 1018 дин                       | ексадина  | Един       | Edyn       | 10−18 дин | атодина   | адин       | adyn       |
| 1021 дин                       | зетадина  | Здин       | Zdyn       | 10−21 дин | зептодина | здин       | zdyn       |
| 1024 дин                       | йотадина  | Йдин       | Ydyn       | 10−24 дин | йоктодина | йдин       | ydyn       |
| застосовувати не рекомендовано |           |            |            |           |           |            |            |